# کنیون (مینه‌سوتا)
کنیون، مینه‌سوتا (به انگلیسی: Kenyon, Minnesota) یک شهر در ایالات متحده آمریکا است که در شهرستان گودهیو، مینه‌سوتا واقع شده‌است.

## خصوصیات
کنیون ۶٫۰۹ کیلومترمربع مساحت و ۱٬۸۱۵ نفر جمعیت دارد و ۳۵۲ متر بالاتر از سطح دریا واقع شده‌است.